# Kampf um die Scholle
Kampf um die Scholle ist ein deutscher Stummfilm des Kameramanns Erich Waschneck, der hiermit sein Regiedebüt gab. Die Geschichte basiert auf dem niederdeutschen Roman Ut mine stromtid von Fritz Reuter.

## Handlung
Die Geschichte taucht ein in die bäuerliche Welt Norddeutschland mit seinen Höfen, den flachen Landschaften und ihren gewitzten Einwohnern und knorrig-einzigartigen Charakteren ein. Hier, auf dem platten Land, hat der alte Freiherr Herbert von Wulfshagen über die Jahrzehnte hinweg sein Landgut mit viel Fleiß zu einem florierenden Unternehmen aufgebaut. Als der Alte stirbt, übernimmt, wie es so Sitte ist, der älteste Sohn Axel die wirtschaftliche Leitung des Gutes, doch der ebenso faule wie unfähige und am arbeitsreichen Landleben gänzlich desinteressierte Nachkomme und passionierte Pferdeliebhaber wirtschaftet das Anwesen dank seiner Inkompetenz sukzessive zugrunde. Statt für die Landwirtschaft gilt sein Interesse ganz den Lustbarkeiten und Verlockungen des Lebens. Er spielt gern den weltmännischen Sportsmann und häuft im Lauf der Zeit dank erheblicher (und erfolgloser) Wetteinsätze auf der Pferderennbahn immer mehr Schulden an, zumal er nicht auf den Rat des erfahrenen treuen Inspektors Karl Merten hört. Selbst Axels jüngerer Bruder Franz, der dank eines Studiums viel von Landwirtschaft versteht und mit Fleiß ein eigenes Gut aufbaut, kommt bei ihm nicht durch und stößt mit seinen gutgemeinten Ratschlägen auf taube Ohren. 
Bald hat Axel durch seine Unfähigkeit und den opulenten Lebensstil den Erbhof zugrunde gerichtet, und alle, die es gut mit ihm meinen, gegen sich aufgebracht. Da taucht ein falscher „Freund“ auf, der es jedoch auf den Hof abgesehen hat, um diesen eines Tages Axel zum Schnäppchenpreis abzuluchsen. Es handelt sich dabei um den abgebrühten Grundstücksspekulanten Großkopp: Er gibt sich Axel gegenüber als verständnisvoller Kumpel und gewährt dem Hofherren pausenlos Kredite, um den Rittergutsbesitzer komplett von sich abhängig zu machen. Als eines Tages die gewährten Hypotheken fällig sind, steht Axel vor einem finanziellen Abgrund, und der Erbhof droht versteigert zu werden. Auf diesen Moment hatte Großkopp die ganze Zeit nur gewartet. Erst im letzten Moment treibt Franz das nötige Kapital auf, um den Hof zu entschulden und baut mit Hilfe des zwischenzeitlich von Axel entlassenen treuen Karl das Anwesen wieder auf. Dank seiner Erfahrung und mit Karls Hilfe wird Franz den Betrieb wieder rentabel machen, während sich Axel ganz dem Pferdesport widmen und einen Posten als Rennstalldirektor annehmen wird. Zum Lohn seiner uneigennützigen Arbeit erhält Franz schließlich auch noch die Hand von Luise Merten, der Tochter des Rittergutsinspektors, die er schon seit langem liebt.

## Produktionsnotizen
Kampf um die Scholle entstand überwiegend zum Jahresende 1924 im schleswig-holsteinischen Lensahn, die Dreharbeiten wurden zum Jahresbeginn 1925 abgeschlossen. Der Film passierte die Zensur am 22. Januar desselben Jahres und wurde fünf Tage später in Berlins UFA-Palast am Zoo uraufgeführt. Der für die Jugend freigegebene Sechsakter besaß eine Länge von 2858 Meter und erhielt das Prädikat „volksbildend“. 
Die Filmbauten gestalteten Botho Höfer, Bernhard Schwidewski und Hans Minzloff. 

## Kritiken
Das Tagblatt resümierte: „Die Handlung des Filmwerkes ist schlicht, wird aber so lebendig, so wahr wiedergegeben, daß man mitlebt und mitempfindet. Naturgemälde von unvergleichlicher Schönheit und prächtige Bilder aus dem Landleben sind der starke, satte Untergrund der Handlung.“

„Die Schönheit des Films liegt naturgemäß in den reinen Landschafts-Aufnahmen. Die bekannten Motive vom Sämann, weidende Pferde, prächtige Bilder von Schaf- und Rinderherdengeben das Relief.  Unter den Darstellern ragt vor allen Diegelmann hervor, der den biederen Onkel Uhl gibt, den der olle Pomuchelskopp mit seinen Ränken und Schlichen nicht hineinlegen kann. (…) Dieses Bild ist ein Schritt weiter auf dem Wege, Kultur und Spielfilm miteinander zu vereinigen, Belehrung und Unterhaltung sind gut gegeneinander abgewogen und man möchte fast sagen, restlos ausgeglichen.“